# Joan Gibert Camins
Joan Gibert Camins   (Barcelona, 12 de març de 1890 - Barcelona, 9 d'agost de 1966) va ser un pianista, clavecinista, compositor i pedagog català. És considerat el reintroductor del clavecí a les sales de concert catalanes.

## Biografia
Va estudiar a l'Escola Municipal de Música de Barcelona amb Lluís Millet com a professor d’harmonia i Robert Goberna com a professor de piano. El 1905, a l'edat de quinze anys, va fer el seu primer concert públic al Cercle Artístic de Barcelona. Al Teatre Principal de Barcelona es va cantar la seva cançó Invocació a la mare per a cor (1907). Paral·lelament als seus estudis musicals va cursar magisteri, ja que després va ser professor de música en algunes escoles d'ensenyament general.
El 1920 es va traslladar a París, on va estudiar piano amb Isidore Philipp i Alfred Cortot, clavecí amb Wanda Landowska i composició amb Vincent d'Indy a la Schola Cantorum. A la capital francesa va fer algunes audicions a la Sala Gaveau i va participar en els concerts Touche i Petit Journal. Des de París va col·laborar a la Revista Musical Catalana.
El 1928 va tornar a Barcelona i va participar activament en la vida musical de la ciutat comtal. Va fer nombrosos concerts de piano i clavecí al Palau de la Música Catalana i va acompanyar nombrosos artistes, com Lilly Ulanowsky, Conchita Badia, Concepció Callao, Mercè Plantada i Alicia Halffter. Va participar també amb l'Orquestra Pau Casals al Festival Chopin (1931), amb Joan Lamote de Grignon al Festival Bach (1932), amb el Quartet Iberia i amb l'Associació Obrera de Concerts.
Gibert Camins va concebre la idea de formar el grup de Compositors Independents de Catalunya (CIC), que es va presentar públicament en un concert de l'Associació de Música da Cambra el 1931. Compositors com Robert Gerhard, Agustí Grau, Eduard Toldrà, Manuel Blancafort, Baltasar Samper, Ricard Lamote de Grignon, Frederic Mompou i Joan Gibert Camins van formar aquest grup, conegut també com el Grup dels Vuit. El CIC es va interessar de manera activa per la pedagogia musical i el 1932 va realitzar amb els professors Enric Ainaud, Ernest Cervera i Enric Gibert Camins (germà de Joan) un projecte de pla d'educació musical per a les escoles primàries de Catalunya. Va ser també el 1932 quan Gibert Camins i el poeta Àngel Pons i Guitart van organitzar a Barcelona una sèrie d'audicions titulades La música a través del poeta que van gaudir de gran popularitat.
A partir del 1939, la seva activitat com a concertista es va reduir a l'aparició esporàdica en salons privats de Barcelona i ell es va dedicar, sobretot, a l'ensenyament. El 1941 estava a càrrec del Cor de l'Institut Nacional d'Ensenyament Mitjà Maragall, amb el qual va oferir alguns concerts públics. El 1947 va ser nomenat professor de piano del Conservatori Municipal de Música de Barcelona. En aquesta institució va inaugurar també la càtedra de Música Antiga amb les classes de clavicèmbal, activitat que va desenvolupar fins al 1965. Entre els seus alumnes figuren Antoni Besses Bonet, Roser Guarro, Teresa Llacuna, Ester Nadal i Empar Ribera. Va fer diverses conferències sobre temes generals d'història de la música, especialment sobre música antiga. Va ser també crític musical a La Publicidad i a la Revista Musical Catalana.

## Obres[1]

### Música per a cor
- Invocació a la mare

### Cançons
- A una nova amiga (piano)
- L'Enyor (piano)
- Tres cançons espirituals.

### Música per a piano
- Sonata
- Suite versallesca

### Sardanes
- Ofrena (dedicada a la seva germana Maria, pianista)[7]